# Vlad Vintilă
Vlad Vintilă (n.  ? – d. 10 iunie 1535), (domn al Țării Românești între septembrie 1532 - septembrie 1534; noiembrie 1534 - iunie 1535) apare ca fiul lui Radu cel Mare, documentele semnându-le ca „[...]Vlad voievod fiul marelui Radu voievod[...]“, însă, istoriografia modernă inclină a-l considera ca fiul lui Radu (Dragomir) fiul lui Vlad cel Tânăr (Vlăduț), pretendentul care s-a ridicat domn la moartea lui Neagoe Basarab împotriva lui Teodosie. În sprijinul acestei afirmații vin dovezile referitoare la baștina lui cât și la partida boierească ce o reprezenta așa cum vom vedea mai jos.

## Biografie
Mult timp s-a considerat că acel Slatina se referă la Slatina din județul Olt, însă istoricul Ion Donat demonstrează că „[...]termenul de Slatina din cronică nu este altceva decât traducerea cărturărească slavonă a numelui de sat Sărata[...]“ (apud Ștefan Ștefănescu „Bănia în Țara Românească“, București, 1965, p.209-210), din județul Buzău, zonă unde de altfel își are toate moșiile și unde clădește în 1532 o mănăstire. Ori acel pretendent Radu (Dragomir), cel ce a ridicat steagul revoltei împotriva Craioveștilor și al otomanilor, ucis de la ordinul lui Mehmed beg tocmai din Muntenia Mare era de moșie. În plus, în două acte emise în cancelaria sa, apar menționați „[...]Radu voievod Preabunul, fiul lui Vlad voievod Călugărul[...]“ fără a preciza, așa cum ar fi normal, că sunt tatăl, respectiv bunicul său, excepție făcând un act din 29 decembrie 1532 unde apare formularea  „[...]din zilele bunicului domniei mele Vlad voievod Călugărul[...]“ (D.I.R., Sec. XVI, vol. II, p.117). Filiația sa, în acest context, rămâne în continuare un subiect de dezbatere și studiu pentru specialiști.
Vintilă apare prima oară menționat în documentele interne, boier fiind, dintr-un act din 12 septembrie 1523 emis de Vladislav al III-lea ca Vintilă stolnic ginerele Neacșei, sora lui Șerban I, banul din Coiani, când, împreună cu rudele sale din partea soției, se judecă pentru satul Cislău. Ca deținând funcția de mare portar apare într-un act fără dată de la începutul domniei lui Radu de la Afumați când i se întăresc mai multe moșii în urma unui proces, toate în județul Buzău, ce le-a moștenit de la socrul său Neagu Bragă (datorită acestuia Vlad Vintilă mai apare în actele ulterioare ca Bragă voievod), boier cu un întins domeniu feudal. De altfel procesele pentru acapararea acestui domeniu al lui Neagu Bragă vor continua mult după moartea lui Vlad Vintilă voievod.
Moartea subită a lui Vlad al VI-lea Înecatul a ridicat problema numirii unui nou domn. Este greu de precizat cum de a fost ales Vintilă portarul. Poate slăbirea poziției Craioveștilor și a boierilor olteni prin succesivele execuții și exproprieri din timpul domniei precedentului domnitor au condus la ridicarea feudalilor buzoieni care s-au și grăbit a ridica voievod din rândurile lor, poate și datorită faptului că Vintilă portarul ar putea fi fiu și nepot de voievozi uciși de Craiovești.